# Lay-Lamidou
Lay-Lamidou ist eine französische Gemeinde mit 126 Einwohnern (Stand 1. Januar 2022) im Département Pyrénées-Atlantiques in der Region Nouvelle-Aquitaine (vor 2016: Aquitanien). Die Gemeinde gehört zum Arrondissement Oloron-Sainte-Marie und zum Kanton Le Cœur de Béarn (bis 2015: Kanton Navarrenx).

## Geographie
Lay-Lamidou liegt ca. 15 km nordwestlich von Oloron-Sainte-Marie in der historischen Provinz Béarn.
Umgeben wird der Ort von den Nachbargemeinden:
|        | Ogenne-Camptort                             |               |
| Dognen | Kompassrose, die auf Nachbargemeinden zeigt | Lucq-de-Béarn |
|        | Préchacq-Navarrenx                          |               |

Lay-Lamidou liegt im Einzugsgebiet des Flusses Adour. Der Layous und der Laus, Nebenflüsse des Gave d’Oloron, strömen durch das Gebiet der Gemeinde.

## Geschichte
Eine Axt aus Bronze, die bei archäologischen Ausgrabungen an der Stelle eines ehemaligen befestigten Lagers namens turon dous Mourous gefunden wurde, datiert aus der Frühgeschichte und belegt eine frühe Besiedelung.
Die ehemalige Gemeinde Lay wird im 13. Jahrhundert erstmals in den Schriften erwähnt. Sie besaß gegen Ende des Mittelalters mehr Einwohner als die ehemalige Gemeinde Lamidou, die nur wenige hundert Meter entfernt lag. Bei der Volkszählung im Béarn im Jahr 1385 wurden in Lay 24 Haushalte und in Lamidou acht Haushalte verzeichnet und vermerkt, dass beide Orte zur Bailliage von Navarrenx gehörten. Ein ehemaliger Pilgerweg nach Santiago de Compostela durchquert Lay. Eine Besonderheit von Lay sind außerdem seine Mineralien, die aus gelblichem, tonhaltigen Sandstein bestehen, der Eisenoxyd enthält. Dieses Gestein wird boulétz de Lay genannt. Das Dorf Lamidou besaß sehr früh ein Adelsgut und ein Laienkloster. Am Ende des 16. Jahrhunderts gehörte es dem Herrn von Mesplès, Grundherr von Susmiou, im Laufe der folgenden Jahrhunderte gelangte es in den Besitz des Barons von Orognen.
Am 18. April 1842 haben sich die ehemaligen Gemeinden Lay und Lamidou zur Gemeinde Lay-Lamidou zusammengeschlossen.
Toponyme und Erwähnungen von Lay waren:
- Lay (1205, Urkunden von Bérérenx, heute Ortsteil von Navarrenx) und
- Sent-Pee de Lay (1412, Notare von Navarrenx, Blatt 65).[4]

Toponyme und Erwähnungen von Lamidou waren:
- Lamito (11. Jahrhundert, laut Pierre de Marcas Buch Histoire de Béarn, S. 272),
- Laymidoo (1376, Manuskript von 1376, Blatt 64),
- Lamidoo (1385, Volkszählung im Béarn),
- Lamidon (1546, Manuskriptsammlung des 16. bis 18. Jahrhunderts),
- Lamidon (1750, 1793 und 1801, Karte von Cassini, Notice Communale bzw. Bulletin des lois) und
- Lamidou (1863, Dictionnaire topographique du département des Basses-Pyrénées).[4][5][6]

### Einwohnerentwicklung
Nach einem Höchststand der Einwohnerzahl von rund 360 nach dem Zusammenschluss der beiden ehemaligen Gemeinden Lay und Lamidou im Jahre 1842 reduzierte sich die Zahl bei kurzen Erholungsphasen bis zu den 1970er Jahren auf ein Niveau von rund 120 Einwohnern, das bis heute gehalten wird.
| Jahr      | 1962 | 1968 | 1975 | 1982 | 1990 | 1999 | 2006 | 2009 | 2022 |
| --------- | ---- | ---- | ---- | ---- | ---- | ---- | ---- | ---- | ---- |
| Einwohner | 142  | 141  | 105  | 131  | 117  | 123  | 118  | 119  | 126  |

## Sehenswürdigkeiten
- Pfarrkirche in Lay, dem heiligen Petrus geweiht. Nach der Zerstörung des einfachen Vorgängerbaus durch protestantische Truppen in den Hugenottenkriegen des 16. Jahrhunderts wurde die Pfarrkirche im 16. und 17. Jahrhundert neu gebaut. Über dem Eingang ragt ein imposanter Glockenturm empor, der mit einer Haube und einem Dachreiter ausgestattet ist. Das Eingangsportal besitzt eine doppelte Archivolte aus weißem Stein und wird mit einem Eisengitter mit einem Kreuz an der Spitze verschlossen.[10] Links hinter dem Eingang ist eine Kirchenbank aus dunklem Eichenholz aufgestellt, die für die Adeligen der Gemeinde reserviert war. Sie besteht aus drei ineinander verschachtelten Sesseln, wobei nur der Sessel in der Mitte eine Rückenlehne besitzt. Die Bank misst 2,50 m in der Breite und 40 cm in der Höhe, die Rückenlehne in der Mitte 1,15 m. Die vorderen Beine habe die Form von Balustern, die vier Armlehnen sind geschwungen.[11] Das aus dem 18. Jahrhundert stammende Altarretabel füllt den ganzen Chor der Kirche aus, ist aus vergoldetem Holz gearbeitet und in verschiedenen intensiven Farben, vor allem in Grün-, Blau- und Rottönen, gehalten. Es besteht aus drei Teilen, wobei die Mitte ein Ölgemälde ausfüllt, das die Kreuzigung Christi darstellt. Links und rechts befinden sich Nischen mit einer Höhe von 1,80 m und einer Breite von 80 cm, deren goldene Umrahmungen im oberen Teil geschwungen sind. Ihr brauner Hintergrund bildet einen Kontrast zu den die mit feinem Gold ausgearbeiteten Bekleidungen der Statuen, die die Nischen ausfüllen. Es handelt sich um Darstellungen des Schutzpatrons der Kirche, des heiligen Petrus zur linken und des heiligen Paulus zur rechten Seite. Ein merklicher Unterschied der Ausführung der Gesichter der Statuen lässt auf das Werk von zwei verschiedenen Künstlern schließen. Beide Heiligen tragen ihre Attribute, Petrus trägt die Schlüssel zum Paradies und Paulus schwenkt das Schwert seines Martyriums in seiner rechten Hand. Die Namen der Heiligen sind unterhalb der Statuen in goldener Schrift in grünen Rechtecken angegeben, jeweils mit dem Zusatz „ORA PRO NOBIS“ (deutsch Bete für uns). Die Nischen sind umrahmt von Säulen korinthischer Ordnung, die Tempelgiebel tragen, so dass der Eindruck entsteht, die Statuen stünden vor den Fassaden von Tempeln. An der Spitze des Retabels, unterhalb der Chordecke tritt Gottvater aus einer Wolke hervor, umgeben von Puttenköpfen.[12][13]

- Frühgeschichtliches Lager. Die Anlage mit Abschnittswällen bestand aus drei Teilen und ist eine der bedeutendsten im Südwesten. Die elliptische Fläche der Erdaufschüttung misst 200 m × 100 m. Die Anlage war umgeben von einem Erdwall mit einer Höhe von rund 20 m. Aufgrund ihrer strategischen Lage wird die Anlage im Mittelalter sicherlich zu Verteidigungszwecken wiederverwendet worden sein.[3]

## Wirtschaft und Infrastruktur

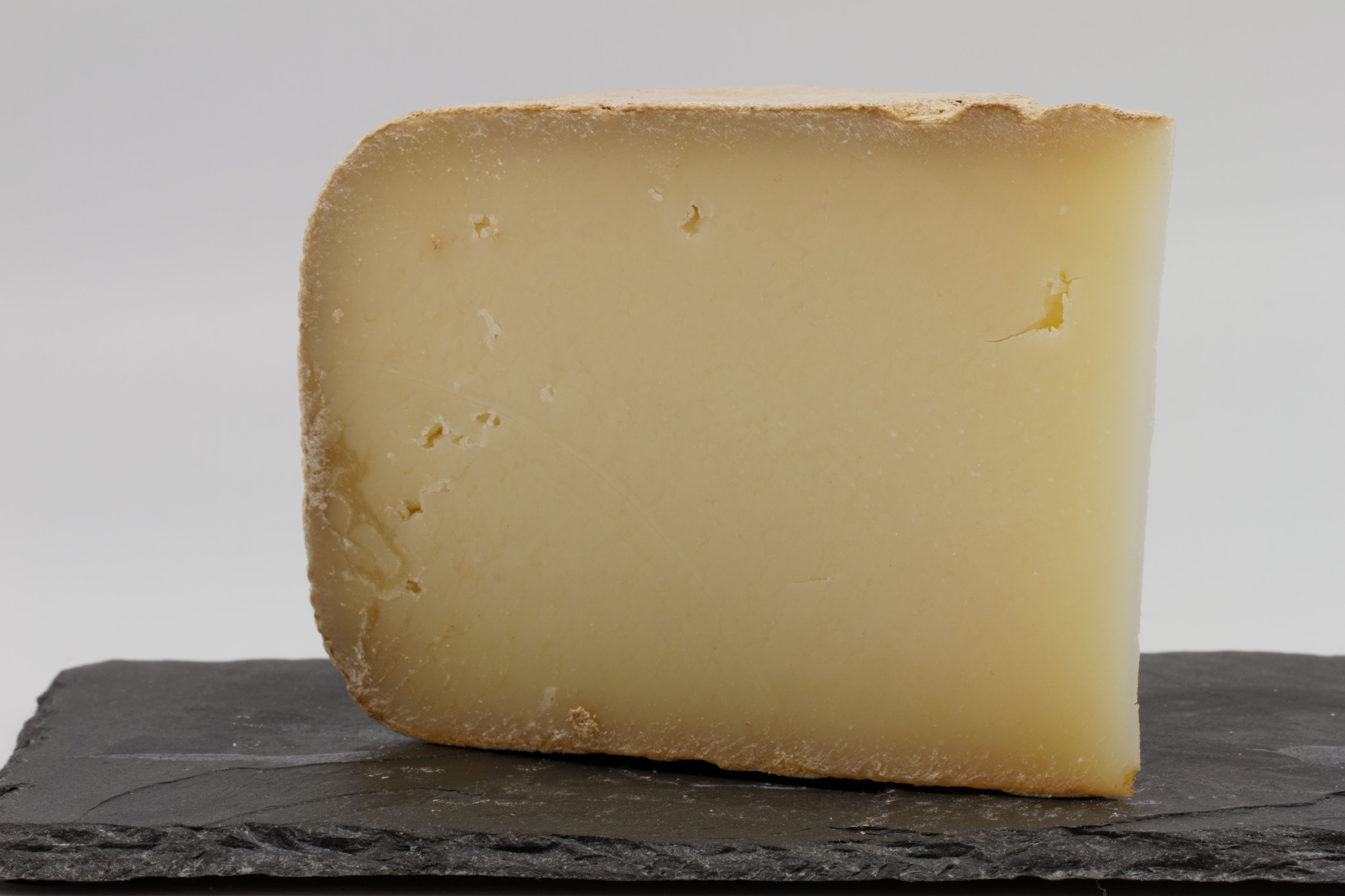
Ossau-Iraty

Die Landwirtschaft ist traditionell ein wichtiger Wirtschaftsfaktor der Gemeinde. Lay-Lamidou liegt in den Zonen AOC des Ossau-Iraty, eines traditionell hergestellten Schnittkäses aus Schafmilch, und des Schinkens „Kintoa“.

### Verkehr
Lay-Lamidou ist angeschlossen an die Routes départementales 2, 25, 27 und 419 und ist über eine Linie des Busnetzes Transports 64 mit Pau und anderen Gemeinden des Départements verbunden.